# Moka (miasto)
Moka – miasto na Mauritiusie; stolica dystryktu Moka. Według danych szacunkowych, w 2014 roku liczyło 9061 mieszkańców.